# One Week of Life
One Week of Life è un film muto del 1919 diretto da Hobart Henley.

## Trama
Il ricco Kingsley Sherwood, infelicemente sposato con una donna egoista e superficiale, è diventato un alcoolizzato. La moglie, da cui vive ormai da tempo separato - ognuno nel proprio appartamento nella vasta residenza degli Sherwood - sogna di stare una settimana in piena libertà con il suo amante, LeRoy Scott. Costui trova una sosia della donna in Marion Roche, una ragazza appena giunta a New York da una cittadina dell'Ohio. Convince la ragazza a prendere il posto della signora Sherwood, intenerendola con la storia di un figlioletto malato di cuore che la donna dovrebbe andare a trovare in California e che il marito le proibisce di vedere.
Mentre i due amanti partono per la loro settimana d'amore in montagna, Marion si trova a convivere con Kingsley Sherwood. La sua natura affabile e piena di buoni sentimenti induce l'uomo a smettere di bere. Ma, questi, ben presto si rende conto che quella non è sua moglie. Comunque, crede alla buona fede di Marion e non la ritiene complice del piano dei due amanti.
Così, quando Sherwood leggerà sul giornale che Scott ha perso la vita annegando durante una tempesta insieme a un compagno, capisce che la moglie è morta. Chiede allora a Marion di restare con lui. Lei accetta, ma a patto che lui intraprenda una cura per disintossicarsi definitivamente, guarendo dal vizio di bere.

## Produzione
Il film fu prodotto dalla Goldwyn Pictures Corporation.

## Distribuzione
Distribuito dalla Goldwyn Distributing Company, uscì nelle sale cinematografiche statunitensi il 18 maggio 1919.
Attualmente, la pellicola viene considerata perduta.